# Carex humbertiana
Carex humbertiana är en halvgräsart som beskrevs av Jisaburo Ohwi. Carex humbertiana ingår i släktet starrar, och familjen halvgräs. Inga underarter finns listade i Catalogue of Life.